# Rapid Heart Pictures
Rapid Heart Pictures è una casa di produzione cinematografica canadese di proprietà del prolifico cineasta David DeCoteau. La compagnia, con sede nella Columbia Britannica, in Canada, ha prodotto diversi film horror omoerotici come Stirpe di sangue, H20 - Bagno di sangue e Beastly Boyz.
I film di Rapid Heart sono attualmente distribuiti dalla Paramount Home Video, 20th Century Fox, Showtime, Blockbuster, HBO, Regent Entertainment, Here! TV, OutTV Canada, SciFi Channel, Full Moon Pictures e molte altre. 

## Produzioni
| Anno | Film                                                                 | Genere       | Note                 |
| ---- | -------------------------------------------------------------------- | ------------ | -------------------- |
| 1988 | Lady Avenger                                                         | Azione       |                      |
| 1988 | Nightmare Sisters                                                    | Horror       |                      |
| 1989 | Omicidi in videotape (Deadly Embrace)                                | Thriller     | Uscito in home video |
| 1989 | Ghetto Blaster                                                       | Azione       |                      |
| 1989 | Murder Weapon                                                        | Thriller     |                      |
| 1990 | La ragazza che voglio (The Girl I Want)                              | Commedia     |                      |
| 2001 | Stirpe di sangue (The Brotherhood)                                   | Horror       | Uscito in home video |
| 2001 | L'undicesimo comandamento (The Brotherhood 2: Young Warlocks)        | Horror       | Uscito in home video |
| 2002 | The Frightening                                                      | Horror       |                      |
| 2003 | Brotherhood III - Giovani demoni (The Brotherhood III: Young Demons) | Horror       | Uscito in home video |
| 2003 | H20 - Bagno di sangue (Leeches!)                                     | Horror       | Uscito in home video |
| 2003 | Speed Demon (Speed Demon)                                            | Horror       |                      |
| 2006 | Beastly Boyz                                                         | Horror       | Film televisivo      |
| 2007 | The Raven                                                            | Horror       | Film televisivo      |
| 2008 | House of Usher                                                       | Horror       |                      |
| 2009 | The Brotherhood V: Alumni                                            | Horror       |                      |
| 2009 | The Brotherhood VI: Initiation                                       | Horror       |                      |
| 2009 | Alien Presence                                                       | Fantascienza |                      |
| 2009 | Stem Cell                                                            | Fantascienza |                      |
| 2009 | The Pit and the Pendulum                                             | Horror       |                      |
| 2009 | Nightfall                                                            | Horror       |                      |
| 2009 | The Invisible Chronicles                                             | Fantascienza |                      |
| 2010 | Body Blow                                                            | Thriller     | Film televisivo      |
| 2011 | 1313: Nightmare Mansion                                              | Horror       | Uscito in home video |
| 2011 | 1313: Wicked Stepbrother                                             | Horror       | Uscito in home video |
| 2011 | 1313: Actor Slash Model                                              | Horror       | Uscito in home video |
| 2011 | 1313: Boy Crazies                                                    | Horror       | Uscito in home video |
| 2011 | 1313: Giant Killer Bees!                                             | Horror       | Uscito in home video |
| 2011 | 1313: Haunted Frat                                                   | Horror       | Uscito in home video |
| 2012 | 1313: Bigfoot Island                                                 | Horror       | Uscito in home video |
| 2012 | 1313: Cougar Cult                                                    | Horror       | Uscito in home video |
| 2012 | Snow White: A Deadly Summer                                          | Horror       |                      |
| 2012 | 1313: Bermuda Triangle                                               | Fantascienza | Uscito in home video |
| 2012 | 1313: Billy the Kid                                                  | Horror       | Uscito in home video |
| 2012 | 1313: Hercules Unbound!                                              | Fantasy      | Uscito in home video |
| 2012 | 1313: Night of the Widow                                             | Horror       | Uscito in home video |
| 2012 | 1313: Frankenqueen                                                   | Horror       | Uscito in home video |
| 2012 | 2: Voodoo Academy                                                    | Horror       |                      |
| 2012 | A Halloween Puppy                                                    | Commedia     | Film televisivo      |
| 2012 | Immortal Kiss: Queen of the Night                                    | Horror       |                      |
| 2012 | 1313: UFO Invasion                                                   | Fantascienza | Uscito in home video |
| 2012 | Santa's Summer House                                                 | Commedia     |                      |
| 2013 | Hansel & Gretel: Warriors of Witchcraft                              | Horror       |                      |
| 2013 | A Talking Cat!?!                                                     | Commedia     |                      |
| 2013 | An Easter Bunny Puppy                                                | Commedia     |                      |
| 2013 | Badass Showdown                                                      | Azione       |                      |
| 2013 | A Talking Pony!?!                                                    | Commedia     |                      |
| 2013 | My Stepbrother Is a Vampire!?!                                       | Commedia     |                      |
| 2013 | Bonnie & Clyde: Justified                                            | Thriller     | Uscito in home video |
| 2014 | 3 Wicked Witches                                                     | Horror       |                      |
| 2014 | 666: Kreepy Kerry                                                    | Horror       |                      |
| 2014 | Devilish Charm                                                       | Horror       |                      |
| 2014 | Knock 'em Dead                                                       | Commedia     |                      |
| 2014 | Stranded                                                             | Western      |                      |
| 2014 | Bigfoot vs. D.B. Cooper                                              | Horror       |                      |
| 2014 | 90210 Shark Attack                                                   | Horror       |                      |
| 2014 | 3 Scream Queens                                                      | Horror       |                      |
| 2016 | The Wrong Roommate                                                   | Thriller     | Film televisivo      |
| 2016 | The Wrong Child                                                      | Thriller     | Film televisivo      |
| 2016 | Il terrore al piano di sopra (Sorority Slaughterhouse)               | Horror       |                      |
| 2016 | 666: Teen Warlock                                                    | Horror       | Film televisivo      |
| 2016 | Asian Ghost Story                                                    | Horror       |                      |
| 2016 | Bloody Blacksmith                                                    | Horror       |                      |
| 2017 | Swamp Freak                                                          | Horror       |                      |
| 2017 | Il mio principe di Natale (A Royal Christmas Ball)                   | Drammatico   | Film televisivo      |
| 2017 | A Christmas Cruise                                                   | Commedia     | Film televisivo      |
| 2017 | L'incubo della porta accanto (The Wrong Man)                         | Thriller     | Film televisivo      |